# Arkanoid
Arkanoid (アルカノイド?, Arukanoido) è un videogioco arcade prodotto dalla software house giapponese Taito nel 1986, ispirato all'arcade Breakout del 1976. Al classico sistema della paletta che deve far rimbalzare una pallina per distruggere un insieme di mattoni, aggiunse grafica elaborata, tema fantascientifico e una varietà di power-up. Sebbene non sia il capostipite del suo genere, è considerato una pietra miliare dei videogiochi e negli anni ha ispirato innumerevoli cloni e giochi simili.
Arkanoid venne pubblicato anche per un gran numero di computer e per la console NES, tanto da essere uno dei videogiochi più convertiti di tutti i tempi, anche grazie alla sua bassa complessità tecnica.
Per buona parte delle versioni l'editore fu la stessa Taito o, nel caso degli home computer diffusi in Europa, la Imagine Software, all'epoca un'etichetta di Ocean Software.
Arkanoid diede inizio a una serie ufficiale, proseguita con Arkanoid: Revenge of Doh (1987) e ancora attiva oltre trent'anni dopo.

## Trama
Durante un viaggio nello spazio, l'astronave madre Arkanoid viene attaccata e distrutta da una misteriosa forza esterna; la piccola astronave Vaus riesce a scappare, ma rimane poi intrappolata in una piega spazio-temporale. Dopo questa presentazione inizia il gioco, che vede la Vaus muoversi attraverso questa strana dimensione per affrontare il responsabile di tutto, Doh, chiamato in alcune conversioni Dimension Changer: nell'epilogo dell'arcade si scopre che egli è appunto una fortezza di controllo dimensionale.

## Modalità di gioco
Scopo del gioco è superare 33 livelli in cui, come in Breakout, bisogna abbattere un certo numero di mattoncini colorati colpendoli con una sfera. Sul fondo dello schermo si trova la navicella Vaus che il giocatore può muovere solo orizzontalmente; nella versione arcade si utilizza una manopola girevole analogica per spostarla a velocità variabile. La Vaus agisce da racchetta con cui far rimbalzare la sfera contro i mattoncini. Colpendola con i bordi della racchetta viene respinta con maggiore angolazione. La sfera si muove e rimbalza senza mai fermarsi e senza risentire della gravità, e bisogna evitare che finisca nella porzione di schermo sottostante alla Vaus, pena la perdita di una vita.
Ci sono alcune sottili ma sostanziali differenze di gameplay tra Breakout e Arkanoid, che grazie al successo del gioco sono poi divenuti elementi tipici dei seguiti e dei cloni di Breakout prodotti in seguito:
- i mattoncini sono disposti diversamente in ogni livello, in modo da formare svariate figure e immagini.
- alcuni mattoncini, quelli grigi, devono essere colpiti più di una volta per essere distrutti, mentre i mattoncini oro sono indistruttibili.
- dalle porticine nella parte superiore dello schermo fanno il loro ingresso quattro differenti tipi di navicelle nemiche, tutte dalla forma geometrica, che fluttuano qua e là con l'unico scopo di far rimbalzare la sfera in punti non previsti e renderne difficile il recupero. Tanto la sfera quanto la Vaus le distruggono al contatto.
- alcuni mattoncini, se distrutti, rilasciano power-up che scendono verso il basso e possono essere raccolti dalla Vaus prima che fuoriescano dallo schermo. Hanno gli effetti più svariati, ma generalmente non cumulabili, identificati dal colore e da una lettera:
  - "S" riduce la velocità della sfera (durante ogni livello la velocità aumenta progressivamente, specialmente quando si colpisce il lato superiore dell'arena)[2].
  - "E" aumenta la lunghezza della Vaus;
  - "C" fa diventare magnetica la Vaus, in modo da poter trattenere ferma la sfera (per un tempo limitato) e rilanciarla a piacimento, senza dover continuamente farla rimbalzare;
  - "D" triplica la sfera, mettendo in campo tre sfere indipendenti;
  - "L" munisce la Vaus di cannoni laser per sparare verticalmente ai mattoncini distruttibili e alle navicelle nemiche, come metodo alternativo e rapido per eliminarli;
  - "B" apre un varco col quale poter passare direttamente al livello seguente;
  - "P" fa guadagnare una vita extra.

Nell'ultimo livello non ci sono mattoncini da distruggere, ma si ha unicamente lo scontro con Doh, unico boss del gioco, che appare come una testa gigante simile a un moai in wireframe: egli attacca sparando proiettili, letali per la Vaus, ma rimanendo sempre immobile al centro della schermata, e il giocatore dovrà colpirlo 16 volte con la sfera fino alla sua eliminazione. Se in questo livello verrà persa l'ultima delle vite a disposizione, non sarà possibile continuare.

### Conversioni

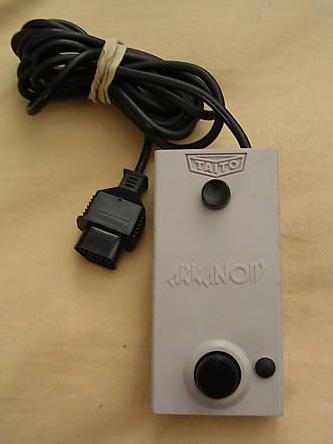
Il controller a paddle prodotto dalla Taito appositamente per la versione NES di Arkanoid

Quasi tutte le numerose conversioni furono di buona qualità, con pochi compromessi, in particolare le versioni MS-DOS, MSX, NES, TRS-80 Color Computer e ZX Spectrum hanno l'arena di gioco larga 11 mattoni anziché i 13 dell'originale.
Su alcuni sistemi un limite rilevante è dato dall'assenza di controller girevole, poiché il controllo digitale con joystick o tastiera non permette la precisione e la velocità regolabile della manopola analogica; in compenso i sistemi più evoluti consentono di usare il mouse, mentre su Atari 8-bit, Commodore 64 e NES è supportata la paddle.
La versione NES ha tre livelli in più dell'arcade e in Giappone e Nordamerica fu venduta con un controller a manopola dedicato.
Anche l'edizione giapponese per MSX della Nidecom, su cartuccia, fu venduta con un controller quasi identico.
La versione Amiga è molto fedele e permette di scegliere il livello di partenza fino al 20.
La versione francese per Thomson MO/TO ha la stranezza che la sfera rimbalza anche sui power-up.
Nel caso dell'MS-DOS ci furono due conversioni distinte, una europea pubblicata nel 1987 dalla Imagine Software, che supporta solo grafica CGA, e una statunitense del 1988 sviluppata da Novalogic e pubblicata da Taito, che supporta anche grafica EGA.
La versione per Mac OS è monocromatica e ha alcune caratteristiche proprie, come il livello di difficoltà regolabile.
L'edizione per TRS-80 Color Computer uscì su un'unica cartuccia che contiene due versioni: sui modelli Color Computer 1 e 2 il gioco ha grafica più spartana e un numero ridotto di livelli, mentre sul Color Computer 3 è più fedele all'originale.

## Colonna sonora
I temi musicali della versione arcade si devono a Hisayoshi Ogura.
La conversione per Commodore 64 si distinse per un notevole tema introduttivo di Martin Galway.

## Sviluppo
Arkanoid è sostanzialmente un aggiornamento non ufficiale di Breakout della Atari, uscito dieci anni prima, adattando la grafica e il gameplay agli anni '80.
Secondo uno degli autori, Hiroshi Tsujino (accreditato come Onijust), l'idea venne da un cliente che suggerì alla direzione della Taito che un gioco rompimattoni aggiornato avrebbe attirato i giocatori. La squadra di sviluppo fu perplessa, dato che la moda dei cloni di Breakout era ormai storia vecchia, ma la direzione ordinò loro comunque di proporre dei progetti. Furono scelte le proposte dei colleghi e amici Akira Fujita e Hiroshi Tsujino; i due progetti vennero fusi, Fujita fu incaricato di game design e pianificazione, e Tsujino si occupò di grafica, disposizione dello schermo e aspetto generale.
Insieme a una squadra composta principalmente da due programmatori, Fujita e Tsujino furono incaricati di realizzare un gioco su hardware a basso costo, basato sostanzialmente sul microprocessore Zilog Z80, in appena un mese di tempo.
Tsujino sostiene che si fece ispirare da molti film di fantascienza, in particolare fu influenzato da Tron.
Il successo dell'arcade fu molto più di quanto i produttori si aspettassero.
La prima conversione domestica prodotta fu quella per la console Famicom (equivalente giapponese del NES), pubblicata dalla Taito stessa, dotata di un apposito controller girevole e poi commercializzata anche in Nordamerica.
La Ocean Software sviluppò o commissionò le molte conversioni per i computer diffusi in Europa. Non ricevette dalla Taito il design grafico, che dovette essere desunto direttamente dallo schermo. Uno sviluppatore della Ocean racconta che l'azienda ospitava i cabinati dei giochi arcade che intendeva convertire, e lui personalmente dovette giocare una partita completa di Arkanoid mentre una telecamera filmava lo schermo. Il filmato fu usato come riferimento per riprodurre il gioco originale, copiando a mano la grafica dal fermo immagine del videoregistratore. Oltretutto bisognava copiare in fretta perché i registratori dell'epoca non potevano stare in pausa a lungo.
Il seguito dell'arcade, Revenge of Doh, arrivò un anno dopo, ma non fu opera di Fujita e Tsujino, che erano impegnati su altri progetti Taito. Kei Shimizu divenne il designer e rimase fedele alla formula di successo del predecessore.

## Accoglienza
Arkanoid divenne uno dei più grandi successi arcade della Taito, un successo mondiale che non le riusciva allo stesso livello dai tempi di Space Invaders. In Giappone debuttò a luglio 1986 in formato cocktail (a tavolo) e fu l'arcade di questo tipo con maggiori incassi per la seconda metà del 1986 e tutto il 1987. Negli Stati Uniti la Romstar lo pubblicò prevalentemente come kit di conversione (rimpiazzava altri giochi senza dover sostituire tutto il cabinato) e risultò il kit il più giocato del 1987. In Europa è stato, in generale, il terzo arcade più gettonato del 1987.
Le conversioni domestiche di solito furono accolte con entusiasmo dalla critica, con molte recensioni decisamente positive almeno per quanto riguarda le versioni Amiga, Amstrad CPC, Atari ST, Commodore 64 e ZX Spectrum.
La versione Amiga venne particolarmente apprezzata, anche se su quel sistema arrivò un po' in ritardo.
Agli Entertainment Software Trade Awards britannici, Arkanoid per computer fu nominato miglior gioco arcade (inteso come genere) del 1987. Negli Stati Uniti Compute! lo mise tra i nove migliori giochi per computer scelti per il 1989. Computer Gaming World lo nominò miglior conversione di arcade per NES del 1988. Video Games & Computer Entertainment nominò la versione NES miglior conversione di arcade per il 1988, considerando tutte le piattaforme.
In retrospettiva, secondo Retro Gamer, la migliore versione domestica è quella per Amiga, che fu anche una delle prime conversioni da arcade per Amiga a rendere veramente giustizia all'originale. Al contrario la versione Thomson MO/TO è probabilmente la meno riuscita. Tra le macchine a 8 bit (la generazione meno potente), la rivista ritiene che la versione NES sia probabilmente la migliore.

## Serie
Sono stati prodotti diversi sequel ufficiali:
- Tournament Arkanoid (1987), arcade prodotto in licenza da Romstar, è una variante con lo stesso gameplay e una nuova serie di livelli.[22] Sono in tutto 33 e piuttosto difficili, spesso pieni di mattoni grigi e dorati[1].
- Arkanoid: Revenge of Doh (1987), arcade e per molti computer
- Arkanoid: Doh It Again (1997), SNES, remake del gioco originale
- Arkanoid Returns (1997), arcade, PlayStation
- Arkanoid R 2000 (1999), PlayStation, versione avanzata di Arkanoid Returns
- Arkanoid DS (2008), Nintendo DS
- Arkanoid Evolution (2009), dispositivi J2ME
- Arkanoid Live! (2009), Xbox 360
- Arkanoid Plus (2009), WiiWare, molto simile ad Arkanoid Live[23]
- Arkanoid (2009), iOS
- Arkanoid vs. Space Invaders (2017), Android e iOS, videogioco crossover con la serie Space Invaders
- Arkanoid Rising (2019), Android
- Arkanoid: Eternal Battle (2022) PlayStation 4, PlayStation 5, Xbox Series, Switch, e PC.[24]

Per alcune versioni domestiche di Arkanoid uscirono editor di livelli non ufficiali, come Arkanoid Construction Kit per Atari ST e Arkanoid Level Editor per Commodore 64.
Per ragioni non chiare, la Taito non ha mai inserito Arkanoid o il seguito nelle sue raccolte di classici arcade emulati, come Taito Legends.

## Eredità
Arkanoid apportò diverse novità che divennero caratteristiche fondamentali del filone dei cloni di Breakout. Ispirò innumerevoli cloni e varianti, sia in sala giochi sia sui sistemi domestici, e rivitalizzò il genere, tanto che i giochi rompimattoni si possono ormai definire più propriamente cloni di Arkanoid.
In particolare, alcune imitazioni che in tempi molto stretti sfruttarono l'onda del successo di Arkanoid furono Gigas della Sega (arcade, 1986), Quester della Namco (arcade, 1987), Krakout (computer, 1987), Batty (computer, 1987), Arthur Noid (Commodore 16, 1988).
Il tema di Arkanoid ricompare in altri titoli della Taito:
- Rainbow Islands (1987); un intero livello del gioco (la Doh Island) ne riprende ambientazioni, nemici, effetti sonori e persino il jingle di game over.[29]
- Megablast (1989); sparatutto arcade, dove Doh è presente come boss (nel terzo, ottavo e ultimo livello).

Nel film Pixels (2015) la navicella Vaus è un nemico alieno.